# Giovanni Gerbi
Pour les articles homonymes, voir Gerbi.
Giovanni Gerbi (né le 20 mai 1885 à Trincere, une frazione d'Asti, au Piémont et mort le 6 mai 1955 à Asti) est un coureur cycliste italien. Il est l'un des premiers champions cyclistes italiens.

## Biographie
Giovanni Gerbi était surnommé le  « Diable rouge » car il courait avec un maillot rouge, mais aussi parce qu'il voulait toujours arriver premier à tout prix.
En 1905, il remporte la première édition du Tour de Lombardie. En 1911, il termine troisième du Tour d'Italie. Il obtient le record du monde des « 6 heures » en 1913 avec 208,161 km.
Entre 1921 et 1925, il ne participe à aucune course. Il recommence à courir en 1926. N'obtenant aucun résultat, il décide d'arrêter sa carrière. 
Il effectue finalement un nouveau retour à la compétition en 1932, sous les couleurs de son équipe : Gerbi. Sacré champion d'Italie chez les vétérans, il participe ensuite à son neuvième Tour d'Italie, qu'il abandonne lors de la huitième étape. À 47 ans, il reste toujours le cycliste le plus âgé à avoir participé au Giro. 
Il meurt à Asti en 1955.
En 1982, Paolo Conte lui dédie une chanson de son album Appunti di viaggio : « Diavolo rosso dimentica la strada, vieni qui con noi a bere un'aranciata, contro luce tutto il tempo se ne va... »

## Palmarès
- 1901
  - Milan-Varèse
- 1902
  - Coppa del Re
  - Milan-Alexandrie
- 1903
  - Milan-Turin
  - Milan-Alexandrie
  - Milan-Plaisance-Gênes
  - Coppa del Re
  - Circuit de Crémone
- 1904
  - Gran Premio de la Gazzetta dello Sporto
- 1905
  -  Champion d'Italie de demi-fond
  - Tour de Lombardie
  - Corsa Nazionale
  - Coupe d'Alexandrie
- 1906
  - Tour du Piémont
  - Milan-Alexandrie-Milan
  - Brescia-Milan-Pollenza
  - Milan-Pontedecimo
  - Coppa Savona
  - 2e de Milan-Lecco-Milan
  - 2e du championnat du Piémont
- 1907
  - Tour du Piémont
  - Giro delle Antiche Province
  - Rome-Naples-Rome
  - Milan-Florence
  - Corsa Nazionale
  - Gran Premio de la Gazzetta dello Sporto
  - Coppa Savona
  - 2e de Milan-Turin
  - 3e de Milan-San Remo
- 1908
  - Tour du Piémont
  - Corsa Nazionale
  - Rome-Naples-Rome :
    - Classement général
    - 1re étape

  - Gran Premio de la Gazzetta dello Sporto
  - Championnat du Piémont
  - 3e du Tour de Lombardie
  - 3e de la Coppa Savona
- 1909
  - Rome-Naples-Rome :
    - Classement général
    - 2e étape

  - Milan-Florence
  - Coppa San Giorgio
  - 3e de la Coppa Savona
  - 3e des Tre Coppe Parabiago
  - 3e du Circuit de Brescia
  - 5e de Milan-San Remo
- 1910
  - 2e de la Coppa San Giorgio
- 1911
  - Coppa Savona
  - 3e du Tour d'Italie
- 1912
  - 3e du Tour d'Italie (par équipes)
- 1913
  - Tour des 2 Provinces
  - 3e de Rome-Naples-Rome
- 1914
  - 2e du championnat d'Italie de demi-fond
- 1932
  -  Champion d'Italie des vétérans

## Résultats sur les grands tours

### Tour d'Italie
9 participations 
- 1909 : abandon (6e étape)
- 1910 : abandon (1re étape)
- 1911 : 3e
- 1912 : 3e avec l'équipe Gerbi (l'édition 1912 ne donne pas lieu à un classement général individuel)
- 1913 : abandon (1re étape)
- 1914 : éliminé (5e étape)
- 1920 : abandon (4e étape)
- 1926 : abandon (2e étape)
- 1932 : abandon (8e étape)

### Tour de France
3 participations 
- 1904 : abandon (2e étape)
- 1906 : abandon (2e étape)
- 1908 : 20e